# 全米映画俳優組合賞生涯功労賞
全米映画俳優組合賞生涯功労賞（ぜんべいえいがはいゆうくみあいしょうがいこうろうしょう）は、映画俳優組合が贈る賞の一つである。第1回全米映画俳優組合賞開催よりも30年以上前の1962年より開始されている。1964年、1981年、2020年は贈られなかった。

## 各年の受賞者
以下が歴代受賞者の一覧である。
| 1960年代 - 1962年: エディ・カンター - 1963年: スタン・ローレル - 1965年: ボブ・ホープ - 1966年: バーバラ・スタンウィック - 1967年: ウィリアム・ガーガン - 1968年: ジェームズ・ステュアート - 1969年: エドワード・G・ロビンソン 1970年代 - 1970年: グレゴリー・ペック - 1971年: チャールトン・ヘストン - 1972年: フランク・シナトラ - 1973年: マーサ・レイ - 1974年: ウォルター・ピジョン - 1975年: ロザリンド・ラッセル - 1976年: パール・ベイリー - 1977年: ジェームズ・キャグニー - 1978年: エドガー・バーゲン - 1979年: キャサリン・ヘプバーン | 1980年代 - 1980年: レオン・エイムズ - 1982年: ダニー・ケイ - 1983年: ラルフ・ベラミー - 1984年: イギー・ウルフィントン - 1985年: ポール・ニューマン、ジョアン・ウッドワード - 1986年: ナネット・ファブレイ - 1987年: レッド・スケルトン - 1988年: ジーン・ケリー - 1989年: ジャック・レモン 1990年代 - 1990年: ブロック・ピーターズ - 1991年: バート・ランカスター - 1992年: オードリー・ヘプバーン - 1993年: リカルド・モンタルバン - 1994年: ジョージ・バーンズ - 1995年: ロバート・レッドフォード - 1996年: アンジェラ・ランズベリー - 1997年: エリザベス・テイラー - 1998年: カーク・ダグラス - 1999年: シドニー・ポワチエ | 2000年代 - 2000年: オジー・デイヴィス、ルビー・ディー - 2001年: エドワード・アズナー - 2002年: クリント・イーストウッド - 2003年: カール・マルデン - 2004年: ジェームズ・ガーナー - 2005年: シャーリー・テンプル - 2006年: ジュリー・アンドリュース - 2007年: チャールズ・ダーニング - 2008年: ジェームズ・アール・ジョーンズ - 2009年: ベティ・ホワイト 2010年代 - 2010年: アーネスト・ボーグナイン - 2011年: メアリー・タイラー・ムーア - 2012年: ディック・ヴァン・ダイク - 2013年: リタ・モレノ - 2014年: デビー・レイノルズ - 2015年: キャロル・バーネット - 2016年: リリー・トムリン - 2017年: モーガン・フリーマン - 2018年: アラン・アルダ - 2019年: ロバート・デ・ニーロ | 2020年代 - 2021年: ヘレン・ミレン - 2022年: サリー・フィールド - 2023 バーブラ・ストライサンド - 2024 ジェーン・フォンダ |